# Elecciones generales de Groenlandia de 2018
Se realizaron elecciones generales en Groenlandia el 24 de abril de 2018, eligiendo a los 31 miembros del parlamento groenlandés.

## Trasfondo
Las elecciones debían celebrarse a más tardar el 26 de noviembre de 2018, cuatro años después de las elecciones anteriores del 27 de noviembre de 2014, pero el primer ministro Kim Kielsen decidió convocar las elecciones siete meses antes.

## Sistema electoral
Los 31 miembros del Parlamento son elegidos por representación proporcional en circunscripciones de múltiples miembros. Los asientos se asignan utilizando el método D'Hondt. El período de los términos es de 4 anos.